# Бидло, Ярослав
Яросла́в Бидло́ (17 ноября 1868, Заборжи-над-Лабем — 1 декабря 1937, Прага) — чешский историк, профессор истории Восточной Европы Карлова университета.

## Общие сведения
Ярослав Бидло был профессором истории Восточной Европы Карлова университета в Праге. Занимался историей Византии и Польши, историей религиозной общины «чешских братьев».
Умер 1 декабря 1937 года и был похоронен в Праге.

## Научная деятельность
Начальный период работы был связан с кратким преподаванием в средней школе. С 1893 года, сменив Константина Иречка, он стал профессором Венского университета по кафедре славянской филологии, где занимался, в частности, исследованиями в области исторической славистики. Научный вклад Ярослава Бидло в области общей истории с особым акцентом на историю Восточной Европы и Балканов, обеспечили ему членство в Королевском Чешском научном обществе и статус действительного члена Чешской академии наук и искусств. Также, он был членом Академии польского, югославского и русского языков. Являлся действительным членом львовского Научного общества имени Тараса Шевченко.
Ярослав Бидло активно работал на ниве развития международных научных связей. Например, публиковал в чешских научных журналах рецензии на украинские издания, в том числе на книгу М. Грушевского «Історія України-Руси», а также на работы К. Студинского, А. Крымского и др. Выступал с сообщениями о состоянии науки на страницах ежедневной газеты «Prager presse».

## Основные работы
К основным работам могут быть отнесены: «Чешские братья в первой ссылке» (чеш. Jednota bratrská v prvním vyhnanství), 1900; «Об истории славян, как о целом» (чеш. O historii Slovanstva jako celku), 1911; «Византийская культура» (чеш. Kultura byzantská), 1917.
Его научные взгляды на русском языке были опубликованы М. А. Андреевой: «Что такое восточная Европа и каково её значение в изложении проф. Ярослава Бидло» (BSI — Т. VII. — 1837-1938).